# Anatoli Bixovets
Anatoli Bixovets (rus: Анатолий Бышовец)  (Kíiv, 23 d'abril de 1946) és un exfutbolista rus, ucraïnès de naixement, de la dècada de 1960 i entrenador de futbol.
Fou 39 cops internacional amb la selecció soviètica amb la qual participà en la Copa del Món de Futbol de 1970.
Pel que fa a clubs, defensà els colors de FC Dinamo de Kíev.

## Entrenador
Com a entrenador ha treballat al Dynamo Kyiv, la selecció soviètica, Rússia o Corea del Sud i clubs com el Zenit.
| Club                     | País           | Any       |
| ------------------------ | -------------- | --------- |
| FK Dinamo Moscou         | Unió Soviètica | 1986-1988 |
| FK Dinamo Moscou         | Unió Soviètica | 1988-1990 |
| Unió Soviètica           | Unió Soviètica | 1990-1992 |
| AEL Limassol             | Xipre          | 1992-1993 |
| Corea del Sud            | Corea del Sud  | 1994      |
| Corea del Sud            | Corea del Sud  | 1994-1995 |
| Zenit de Sant Petersburg | Rússia         | 1997-1998 |
| Rússia                   | Rússia         | 1998      |
| FC Xakhtar Donetsk       | Ucraïna        | 1998-1999 |
| Club Sport Marítimo      | Portugal       | 2003      |
| FC Tom Tomsk             | Rússia         | 2005      |
| FK Lokomotiv Moscou      | Rússia         | 2006-2007 |
| FK Kuban Krasnodar       | Rússia         | 2009      |
| FK Ufa                   | Rússia         | 2011      |